# Militärischer Sicherheitsbereich

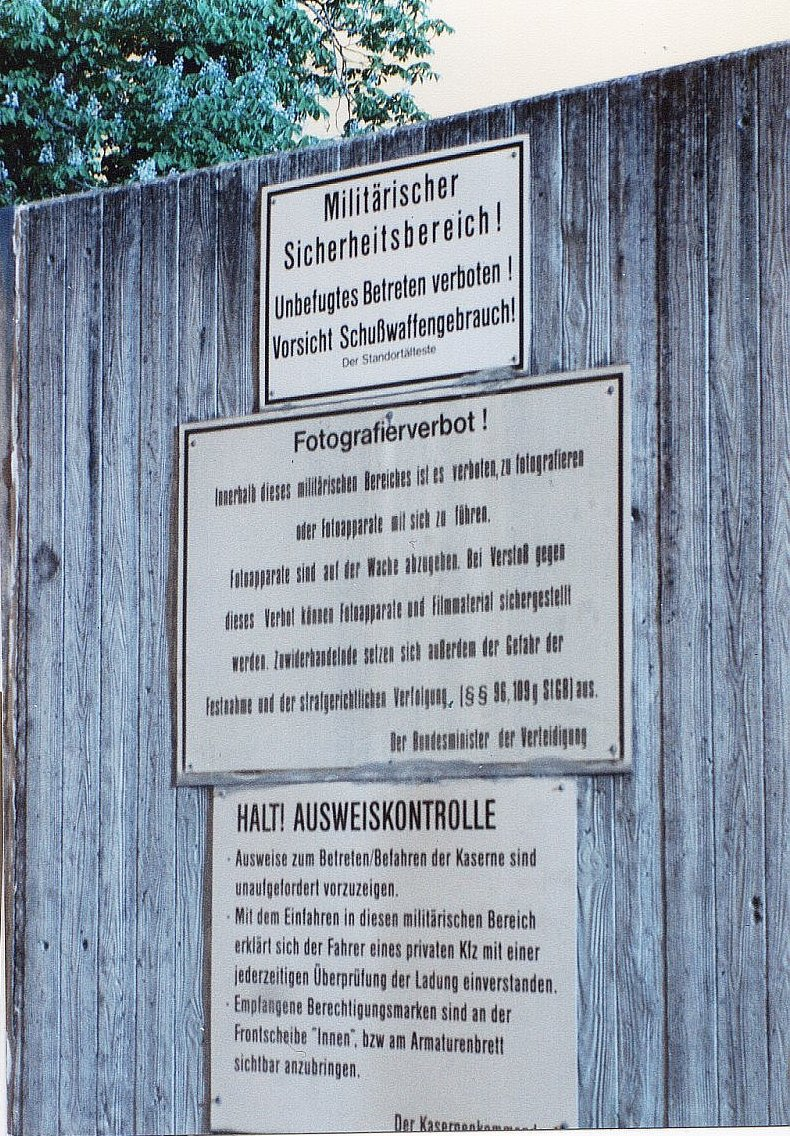
Schilder an einer Kasernenmauer der Bundeswehr

Ein militärischer Sicherheitsbereich (MilSichhBer; MSB) ist in Deutschland gemäß § 2 Abs. 2 des Gesetzes über die Anwendung unmittelbaren Zwanges und die Ausübung besonderer Befugnisse durch Soldaten der Bundeswehr und verbündeter Streitkräfte sowie zivile Wachpersonen (UZwGBw) ein militärischer Bereich wie z. B. eine Kaserne oder ein Truppenübungsplatz, dessen Betreten von den zuständigen militärischen Dienststellen der Bundeswehr verboten wurde. Dieses Betretungsverbot wirkt sowohl gegenüber Privaten als auch gegenüber anderen Hoheitsträgern wie der Polizei oder anderer ziviler Behörden – auch diese dürfen einen militärischen Sicherheitsbereich nur mit Erlaubnis der Bundeswehr betreten. Auch militärische Anlagen verbündeter Streitkräfte können zu militärischen Sicherheitsbereichen erklärt werden.
Daneben kann ein militärischer Sicherheitsbereich auch besonders erklärt werden: So werden bei militärischen Veranstaltungen wie öffentlichen Gelöbnissen oder Unglücksfällen mit Beteiligung der Bundeswehr militärische Sicherheitsbereiche proklamiert. Militärische Sicherheitsbereiche sind als solche öffentlich kenntlich zu machen, z. B. mit einem Schild oder mit einer Trassierung und aufgestellten Wachen.
In militärischen Sicherheitsbereichen verfügen Angehörige der Bundeswehr – im Regelfall die Wache, gegebenenfalls auch die Feldjäger oder andere Befugte, über umfangreiche Rechte gemäß dem UZwGBw.
Insbesondere sind Angehörige der Bundeswehr berechtigt, Personen anzuhalten und zu kontrollieren. Ferner können Personen vorläufig festgenommen und durchsucht werden. Dabei können relevante Gegenstände beschlagnahmt werden. Die besonderen Befugnisse können mit unmittelbarem Zwang, gegebenenfalls auch mit Waffengewalt durchgesetzt werden.
Das unbefugte Betreten eines militärischen Sicherheitsbereichs kann und wird im Regelfall als Ordnungswidrigkeit gemäß § 114 mit Geldbuße geahndet werden.
Bereiche, die der besonderen Geheimhaltung bedürfen (z. B. Fernmeldeelektronische Aufklärung), sind innerhalb militärischer Sicherheitsbereiche als Sperrzone ausgewiesen. Zu diesen Bereichen haben nur Personen mit einer gesonderten Sicherheitsermächtigung im Rahmen ihrer Funktionsausübung Zutritt.

Beispiele verschiedener Schilder, die einen militärischen Sicherheitsbereich innerhalb Deutschlands ausweisen
Schilder rund um die ehem. „Lindsey Air Station“